# 北投社 (神社)
北投社於台灣日治時期1930年完工，奉祀大國主命。神社位於今台北市北投區中山路凱達格蘭文化館左後方，狛犬目前保存於北投區逸仙國小內。

## 神社遺構散落處
狛犬保存於北投區逸仙國小內。2017年5月28日，曾破壞過烏山頭水庫八田與一銅像的李承龍與邱晉芛於晚上20:30分左右手持鐵鎚到逸仙國小前將2隻狛犬砸毀。